# Aglaopus ferocia
Aglaopus ferocia är en fjärilsart som beskrevs av Paul E. Whalley 1976. Aglaopus ferocia ingår i släktet Aglaopus och familjen Thyrididae. Inga underarter finns listade i Catalogue of Life.